# SV Auerhammer
SV Auerhammer is een Duitse voetbalclub uit Auerhammer, Aue, Saksen. Toen de club opgericht werd was Auerhammer nog een zelfstandige gemeente, sinds 1930 is het een deelgemeente van Aue.

## Geschiedenis
De club werd opgericht in 1920 als VfR Auerhammer. De club sloot zich aan bij de Midden-Duitse voetbalbond en ging spelen in de competitie van het Ertsgebergte, een van de vele competities van de Midden-Duitse bond. In 1926 promoveerde de club naar de hoogste klasse. In 1932 fuseerde de club met de turnvereniging tot TUR Auerhammer. De club speelde slechts een bijrol in de competitie. In 1933 werd de competitie geherstructureerd. De Midden-Duitse bond werd ontbonden en de vele competities werden vervangen door de Gauliga Mitte en Gauliga Sachsen. De clubs uit het Ertsgebergte werden te licht bevonden voor de Gauliga Sachsen. De competitie ging verder als 1. Kreisklasse Erzgebirge (derde klasse). Het is niet bekend of de club zich wel voor de Bezirksklasse plaatste. 
Na de Tweede Wereldoorlog werden alle Duitse voetbalclubs ontbonden. De club werd heropgericht in 1951 als BSG Stahl Auerhammer. De club speelde voornamelijk in de lagere reeksen en promoveerde in 1989 naar de Bezirksklasse, de vierde afdeling.
Na de Duitse hereniging werd de naam SV Auerhammer aangenomen.